# بسيخيكو
بسيكيكو (Ψυχικό) هي مدينة في إقليم أتيكا في اليونان.

## أعلام
- قسطنطين الثاني